# Bolivia hverdag på højsletten
Bolivia hverdag på højsletten er en dokumentarfilm fra 1981 instrueret af Steen B. Johansen.

## Handling
3 korte film fra Bolivia produceret af Folkekirkens Nødhjælp: 1. Hverdag på højsletten - et udviklingsprojekt. 20 min. En reportagefilm fra et udviklingsprojekt inden for landbrug og sundhed drevet af Folkekirkens Nødhjælp. 2. Hverdag på højsletten - en tinmine. 15 min. Om arbejdsforholdene i en lille privatejet tinmine. 3. Hverdag på højsletten - en bonde fortæller. 20 min.